# Dee Clark
Dee Clark, geboren als Delectus Clark of Delecta Clark, Jr., (Blytheville, 7 november 1938 - Smyrna, 7 december 1990) was een Amerikaanse soulzanger.

## Jeugd
In 1941 verhuisde hij met zijn moeder Essie Mae Clark, die gospelzangeres was, naar Chicago. Ze moedigde haar zoon aan om zijn liefde voor muziek te blijven volgen. Hij maakte zijn eerste opname in 1952 als lid van The Hambone Kids, die enig succes genoten met een opname van Hambone bij Okeh Records. In 1953 vervoegde hij zich bij de groep The Goldentones, die later werden hernoemd naar The Kool Gents en werden ontdekt door de radio-deejay Herb Kent uit Chicago tijdens een talentenjacht. Kent liet The Kool Gents tekenen bij Falcon/Abner Records, een dochteronderneming van Vee-Jay Records. De groep nam in 1956 op voor Falcon/Abner en ook een nieuwe plaat als The Delegates.

## Carrière
Clark waagde een solocarrière in 1957, aanvankelijk de stijl volgend van Clyde McPhatter en Little Richard. Toen Little Richard tijdelijk zijn muziekcarrière onderbrak om de bijbel te bestuderen, volbracht Clark Richards overige liveafspraken en nam hij ook op met diens achtergrondband The Upsetters. Tijdens de volgende vier jaren maakte hij diverse matige hits, waarvan Just Keep it Up en Hey Little Girl de top 20 bereikten van de Billboard Hot 100. Zijn opnamen voor Falcon/Abner en Vee-Jay werden geregisseerd door Riley Hampton. Zijn grootste single Raindrops, een powerballade uitgebreid met klinkende regen- en onweer-soundeffecten en Clarks stotende falsetto, werd uitgebracht in het voorjaar van 1961 en werd zijn grootste hit (#2 pop, #3 r&b). Er werden meer dan een miljoen exemplaren van verkocht en hij kreeg hiervoor een Gouden Plaat uitgereikt. De song werd ook een internationaal succes en bereikte de toppositie in Nieuw-Zeeland en de top 10 in Zuid-Afrika en België en verkocht ook vrij goed in Japan. Raindrops werd sindsdien ook gecoverd door vele andere artiesten zoals David Cassidy, Tony Orlando & Dawn en Narvel Felts, die de song in 1974 naar de 30e positie in de countryhitlijst loodste. Clark zelf nam een geüpdatete versie van Raindrops op in 1973.
Hoe dan ook, Clarks grootste hit was tevens zijn laatste. De opvolger van Raindrops, Don't Walk Away From Me werd een flop en hij haalde de pophitlijst in de Verenigde Staten nog slechts twee keer met I'm Going Back to School (1962) en Crossfire Time (1963). In de periode dat Crossfire Time uitkwam, had Clark gewisseld naar Constellation Records. Hij ging echter verder met opnemen voor Constellation Records tot 1966, maar geen enkele van zijn platen haalde de landelijke hitlijst. Hij had aanzienlijk meer succes in Chicago met opnamen als Come Closer (1964), Heartbreak (1964) en TCB (1965). Hij nam later op voor Columbia Records, Wand Records, Liberty Records en Rocky Records, echter zonder succes. Hij had een korte opleving in 1975 toen zijn discosong Ride a Wild Horse een verrassende top 30-hit werd in de Britse singlehitlijst. Het was zijn eerste hit in het Verenigd Koninkrijk sinds Just Keep It Up.
Naderhand trad Clark meestal op in het oldies-circuit. Tijdens de late jaren 1980 kwam hij hopeloos in financiële problemen en woonde hij in het The Lone Oaks motel in Toccoa. Ondanks het verwerken van een beroerte in 1987, die hem deels verlamde en met een verminderd spraakvermogen belastte, ging hij verder met optreden tot aan zijn dood. Zijn laatste concert was met de Jimmy Gilstrap Band in de Portman Lounge in Anderson.

## Overlijden
Dee Clark overleed op 7 december 1990 aan de gevolgen van een hartinfarct op 52-jarige leeftijd.

## Discografie

### Singles
- 1958:	Nobody But You
- 1959:	Just Keep It Up
- 1959: Hey Little Girl
- 1959: How About That
- 1960:	At My Front Door
- 1960: You're Looking Good
- 1961: Your Friends
- 1961: Raindrops
- 1962:	I'm Going Back To School
- 1963:	Crossfire Time
- 1975:	Ride a Wild Horse

- Biblioteca Nacional de España: XX1582348
- Bibliothèque nationale de France: cb139606183 (data)
- Gemeinsame Normdatei: 134347838
- International Standard Name Identifier: 0000 0000 5515 5262
- Library of Congress Control Number: n95110531
- Nationale Bibliotheek van Letland: 000096928
- MusicBrainz: 82d63cd7-993c-41c4-a0dd-68f54f41f708
- Virtual International Authority File: 5124574
- WorldCat: E39PBJjt6CVKW8GfkYQyP7kRrq